# 朴泰遠
朴泰遠（1910年1月17日—1986年7月10日），筆名丘甫、仇甫、九甫、夢甫、泊太苑，朝鮮小説家。
1910年1月6日，在首爾寿松洞出生。1930年，在《新生》杂志发表短篇小说《胡须》，开始登上文坛。随后发表短篇小说《行人》、《悔改》、《饿了三天的春月》、《五月的薰风》、《疲劳》、《小说家仇甫氏的一日》、《川边風景》。曾经作为李光洙的老师，1933年，与李泰俊、李孝石、李无影组成九人会，志向于艺術派小说。以半启蒙主义、半阶级主义为立场。写作方法上利用数字符号甚至广告的手法。著有《短篇集》、《女人的盛装》。1950年，朝鲜战争爆发后，投奔朝鮮。担任平壤文学大学教授。代表作《甲午农民战争》。1986年7月10日逝世，享壽76歲。